# Dysspastus undecimpunctella
Dysspastus undecimpunctella is een vlinder uit de familie dominomotten (Autostichidae). De wetenschappelijke naam is voor het eerst geldig gepubliceerd in 1864 door Mann.
Deze vlinder komt voor in Europa.